# Misao Makimachi
(Misao a Kenshin riguardo Kaoru)
Misao Makimachi (巻町 操?, Makimachi Misao) è un personaggio fittizio tratto dal manga e dall'anime di Nobuhiro Watsuki Kenshin samurai vagabondo.

## Storia
Misao è una ninja alquanto abile del clan degli Oniwabanshū di Kyoto. Come armi usa dei kunai e quando appare per la prima volta nel manga dimostra sedici anni.

### Infanzia
Misao è la nipote del gran capo degli Oniwabanshū; fu posta sotto le cure di Aoshi Shinomori, il capo degli Oniwaban di Edo, fin quando questi e i suoi quattro alleati (Han'nya, Shikijō, Beshimi e Hyottoko) la lasciarono a Kashiwazaki Nenji, ossia Okina degli Oniwabanashu, all'età di otto anni. Misao è stata da sempre innamorata di Aoshi e molto legata ad Hannya e quando viene a sapere che Aoshi si trova a Tokyo decide di partire alla sua ricerca.

### Saga di Kyoto
Durante il tragitto per Tokyo, Misao si imbatte in quattro uomini che aggira e deruba facilmente. Poco dopo però incontra Kenshin Himura al quale tenta di sfilare la katana; questi evita facilmente gli attacchi della ragazza che ora vuole saperne di più del samurai vagabondo. Così lei e Kenshin iniziano a viaggiare insieme verso Kyoto, passando per il villaggio Shingetsu, dove aiutano un ragazzino e forniscono informazioni ad Hajime Saito.
Arrivati a Kyoto, Kenshin vuole trovare Arai Shakku per farsi forgiare una nuova sakabato. Così Misao e Okina lo accompagnano dal figlio, che però rifiuta la commissione.
 I tre ritorneranno nuovamente all'abitazione dello spadaio poiché il figlioletto viene rapito da Chō Sawagejō e Kenshin decide di affrontarlo. Misao non partecipa al duello, ma osserva molto attentamente ed è la prima ad accorgersi che l'ultima spada di Shakku Arai è una sakabato e che Cho non è morto.
Quando Kenshin si reca da Seijūrō Hiko per apprendere l'ultimo segreto dello stile Mitsurugi Hiten, Misao incontra Kaoru Kamiya e Yahiko Myōjin e li accompagna da Kenshin.
 Durante il tragitto a Yahiko viene in mente che deve avvertire Kenshin dell'arrivo di Aoshi. Udendo il suo nome Misao chiede spiegazioni e Kaoru gli racconta dello scontro avuto a Tokyo e di come siano morti Hannya e gli altri. A questo punto Misao, sconvolta, ritorna da Okina per chiedere spiegazioni, ma l'Aoi-ya è vuoto e il vecchio è andato a battersi con Aoshi Shinomori. La giovane non fa in tempo a recarsi sul luogo dello scontro per cercare di impedirlo e l'unica cosa che può fare è osservare lo sguardo truce di Aoshi, e prestare soccorso allo sconfitto Okina.
Quando Shishio esce allo scoperto e ordina l'incendio di Kyoto, Misao aiuta la popolazione a sconfiggere i tirapiedi del samurai. Tuttavia si espone troppo e rischia di finire uccisa per mano di Usui Uonuma, ma viene salvata dall'intromissione di Anji, un altro membro delle Dieci Spade. Qualche giorno dopo Misao e Kaoru si apprestano invece ad affrontare l'androgino Kamatari Honjo detto "La Grande Falce". Inizialmente le due sono in palese difficoltà, ma l'immagine di Hannya apparsa in visione a Misao la rassicura sul fatto che Kenshin riuscirà a riportare a casa Aoshi. Così insieme a Kaoru riesce a battere il sicario inviato da Shishio.

### Saga del Jinchu
Misao ricompare, insieme ad Aoshi, nella saga di Enishi Yukishiro quando riporta da Kyoto il diario dell'ex moglie di Kenshin.
Tuttavia Misao arriva troppo tardi: Enishi ha già attuato il suo piano di vendetta riducendo Kenshin a un vegetale, mostrandogli il corpo esanime di Kaoru. Aoshi scopre però che il cadavere è in realtà un fantoccio e quindi Misao, coadiuvata da Yahiko, si mettono alla ricerca del nascondiglio di Enishi.
 Partiti alla volta dell'isola del nemico, il gruppo di salvataggio si trova di fronte ad alcuni ostacoli come delle mine acquatiche. Sarà proprio Misao, con la partecipazione di Aoshi, a sgomberare la rotta dai pericolosi esplosivi col lancio dei suoi pugnali.
Al termine della storia Misao ritorna a Kyoto con Aoshi e decidono di seppellire Hannya e gli altri in un posto più soleggiato.

## Retroscena
Stando alle dichiarazioni di Nobuhiro Watsuki, il personaggio di Misao era inizialmente una combinazione tra Kaoru e Yahiko: alla sua prima apparizione compie gesti infantili e innocenti. Comunque, col progredire della storia, Misao diventa più matura ed empatica, perdendo le sue attitudini spensierate.

## Curiosità
- Il cognome Makimachi deriva dalla città di Makimachi nella prefettura di Niigata, ovvero da dove proviene Watsuki.
- Kazuki Muto, protagonista de Il guerriero alchemico, è basato sul personaggio di Misao ed è chiamato da Watsuki "la versione maschile di Misao".
- Hajime Saito, che è solito appioppare nomi di animali alle donne, la chiama donnola.
- La doppiatrice di Misao è la stessa di Kaoru nel drama.